# صلاة الروس
صلاة الروس (بالروسية: Молитва русских) هو أول نشيد وطني رسمي لروسيا.
في 16 مايو 1816 في العرض العسكري في وارسو، وبأمر من الدوق الأكبر قسطنيطين بافلوفيتش، عُزِفَ لحن نشيد «حفظ الله الملك» لاستقبال ألكسندر الأول، وفي نهاية ذات العام أصبحت قصيدة «صلاة الروس» التي ألفها الشاعر فاسيلي جوكوفسكي عام 1814، نشيدًا وطنيًا ورمزًا رسميًا للإمبراطورية الروسية، وذلك بمرسوم من ألكسندر الأول، وقد كانت تؤدى على نفس لحن نشيد حفظ الله الملك.

## نص النشيد
| نص النشيد | ترجمة إلى العربية |
| --- | --- |
| Боже, Царя храни! Славному долги дни Дай на земли! Гордых смирителю, Слабых хранителю, Всех утешителю — Всё ниспошли! | ربنا، احفظ القيصر! عظيمًا لأطول مدة مكنه من الأرض! المتواضع العظيم، حامي الضعفاء، معز الجميع — أعطنا كل شيء!           |
| Перводержавную Русь православную Боже, храни! Царство ей стройное, В силе спокойное! Всё ж недостойное Прочь отжени!  | الدولة الأولى روس الأرثوذكسية ربنا احفظها! القيصرية الراسخة بقوتها الحكيمة! كل ما لا قيمة له أزحه عنا!                |
| О, Провидение! Благословение Нам ниспошли! К благу стремление, В счастье смирение, В скорби терпение Дай на земли!    | أيتها العناية الإلهية أنزلي علينا البركة! امنحينا: الطموح للخير التواضع في السعادة الصبر على الأحزان والقوة في الأرض! |